# Sexy Zone POP×STEP!? TOUR 2020
『Sexy Zone POP×STEP!? TOUR 2020』（セクシー ゾーン ポップ ステップ ツアー 2020）は、Sexy Zoneの14枚目のライブビデオ。2021年2月10日にユニバーサルミュージックから発売。

## 概要
本作は7thアルバム『POP×STEP!?』をもとにした配信コンサートの映像化作品である。2020年にユニバーサルミュージック内の新レーベルTop J Recordsに移籍して以降初の映像作品。
当初は2020年3月からツアーを開催予定だったが、新型コロナウイルス感染拡大防止のため延期に。さらなる延期日程を発表したものの、ファンの安全を最優先し、8月に中止を発表した経緯を経て、10月29日～31日の3日間計5公演の代替公演にあたる配信ライブにこぎつけた。また、同年8月に活動を再開した松島聡が約２年半ぶりステージに復帰し、数曲参加している。
初回限定盤 (Blu-ray Disc 2枚組)、初回限定盤 (DVD 2枚組) と通常盤 (Blu-ray Disc 2枚組) 、通常盤 (DVD 2枚組) の4形態でリリース。初回限定盤にはスペシャルフォトブックと、ツアーで使用する予定だった銀テープが同梱される。

## チャート成績
2021年2月18日に発表された「オリコン週間DVDランキング」、「オリコン週間Blu-ray Discランキング」で共に初登場1位を獲得。前作『Sexy Zone LIVE TOUR 2019 PAGES』に続き、DVDの1位は6作連続通算9作目、BDの1位4作連続通算5作目となった。
また、音楽作品のDVDとBDを合計した同日付「週間ミュージックDVD・BDランキング」でも合計売上9.3万枚（92,803枚）で、自己最高初週売上を記録し、『Sexy Zone Spring Tour Sexy Second』から8作連続通算8作目の1位を獲得した。
さらにDVD、BDでの1位と併せ、映像3部門でも『Sexy Zone Presents Sexy Tour 2017〜STAGE』から4作連続通算4作目の1位に、「映像3部門同時連続1位獲得作品数」は歴代9位タイから、安室奈美恵、星野源、サザンオールスターズ、欅坂46と並ぶ5位タイとなった。

## 収録内容

### 初回限定盤
*DVD·Blu-ray共通　
*「◎」は松島参加曲。
Sexy Zone POP×STEP!? TOUR 2020 配信最終公演映像（2020年10月31日収録）

#### Disc.1
1. Overture
2. 極東DANCE
3. ROCK THA TOWN
4. BON BON TONIGHT
5. 麒麟の子
6. BLUE MOMENT
7. まっすぐのススメ！
8. Lady ダイヤモンド
9. SHE IS...LOVE - 中島健人
10. all this time - マリウス葉
11. Show must go on - 佐藤勝利
12. HAPPY END - 菊池風磨
13. make me bright
14. Blessed
15. ぎゅっと◎
16. MC◎
17. NOT FOUND◎
18. 星の雨
19. One Ability
20. Spark Light
21. MELODY
22. 禁断の果実
23. カラクリだらけのテンダネス
24. ダヴィンチ
25. 2020 Come on to Tokyo
26. 勇気100%
27. それでいいよ
28. RUN◎

#### Disc.2
約88分
1. メンバーソロアングル 「NOT FOUND」「RUN」[5]
2. after talk show –digest-

### 通常盤
*DVD·Blu-ray共通

#### Disc.1
初回限定盤と同じ

#### Disc.2
- Document Movie of Sexy Zone POP×STEP!? TOUR 2020（約70分）[5]